# Servisch voetbalelftal in 2011
Het Servisch voetbalelftal speelde in totaal twaalf interlands in het jaar 2011, waaronder zes duels in de kwalificatiereeks voor het EK voetbal 2012 in Polen en Oekraïne. De ploeg stond onder leiding van bondscoach Vladimir Petrović, die opstapte na 1-0 nederlaag tegen Slovenië op 11 oktober. Servië eindigde op een teleurstellende derde plaats, achter groepswinnaar Italië (rechtstreeks geplaatst) en Estland (play-offs). Petrović werd opgevolgd door interim-coach Radovan Ćurčić. Op de FIFA-wereldranglijst zakte Servië in 2011 van de 23ste (januari 2011) naar de 27ste plaats (december 2011).

## Balans
| Wedstrijden | Wedstrijden | Wedstrijden | Wedstrijden | Doelpunten | Doelpunten | Doelpunten | Punten |
| Gespeeld    | Winst       | Gelijk      | Verlies     | Voor       | Tegen      | Saldo      | Punten |
| ----------- | ----------- | ----------- | ----------- | ---------- | ---------- | ---------- | ------ |
| 12          | 4           | 3           | 5           | 11         | 12         | –1         | 0.916  |

## Interlands
|                                                                |        |                                      |        |                                                                                  |
| 9 februari Vriendschappelijk № 54 «onderlinge duels» 19:00 uur | Israël | 0 – 2                                | Servië | Bloomfield, Tel Aviv Toeschouwers: 8.000 Scheidsrechter: Aleksej Nikolajev (RUS) |
| 9 februari Vriendschappelijk № 54 «onderlinge duels» 19:00 uur |        | 23' Zoran Tošić 77' Vesko Trivunović |        | Bloomfield, Tel Aviv Toeschouwers: 8.000 Scheidsrechter: Aleksej Nikolajev (RUS) |

|                                                            |                                    |       |                    |                                                                              |
| 25 maart EK-kwalificatie № 55 «onderlinge duels» 19:30 uur | Servië                             | 2 – 1 | Noord-Ierland      | Crvena Zvezda, Belgrado Toeschouwers: – Scheidsrechter: Serge Gumienny (BEL) |
| 25 maart EK-kwalificatie № 55 «onderlinge duels» 19:30 uur | Marko Pantelić 65' Zoran Tošić 74' |       | 40' Gareth McAuley | Crvena Zvezda, Belgrado Toeschouwers: – Scheidsrechter: Serge Gumienny (BEL) |

|                                                            |                          |       |                    |                                                                                |
| 29 maart EK-kwalificatie № 56 «onderlinge duels» 19:30 uur | Estland                  | 1 – 1 | Servië             | A. Le Coq Arena, Tallinn Toeschouwers: 5.185 Scheidsrechter: Bas Nijhuis (NED) |
| 29 maart EK-kwalificatie № 56 «onderlinge duels» 19:30 uur | Konstantin Vassiljev 84' |       | 38' Marko Pantelić | A. Le Coq Arena, Tallinn Toeschouwers: 5.185 Scheidsrechter: Bas Nijhuis (NED) |

|                                                            |                                       |       |                      |                                                                                          |
| 3 juni Vriendschappelijk № 57 «onderlinge duels» 20:00 uur | Zuid-Korea                            | 2 – 1 | Servië               | Seoul World Cup Stadion, Seoul Toeschouwers: 40.000 Scheidsrechter: Ali Al-Badwawi (UAE) |
| 3 juni Vriendschappelijk № 57 «onderlinge duels» 20:00 uur | Park Chu-Young 10' Kim Young-Kwon 54' |       | 87' Radosav Petrović | Seoul World Cup Stadion, Seoul Toeschouwers: 40.000 Scheidsrechter: Ali Al-Badwawi (UAE) |

|                                                            |           |       |        |                                                                                  |
| 7 juni Vriendschappelijk № 58 «onderlinge duels» 19:30 uur | Australië | 0 – 0 | Servië | Etihad Stadium, Melbourne Toeschouwers: 28.149 Scheidsrechter: Minoru Tōjō (JPN) |
| 7 juni Vriendschappelijk № 58 «onderlinge duels» 19:30 uur |           |       |        | Etihad Stadium, Melbourne Toeschouwers: 28.149 Scheidsrechter: Minoru Tōjō (JPN) |

|                                                                 |                      |       |        |                                                                                     |
| 10 augustus Vriendschappelijk № 59 «onderlinge duels» 17:00 uur | Rusland              | 1 – 0 | Servië | Lokomotiv Stadion, Moskou Toeschouwers: 27.000 Scheidsrechter: Ovidiu Haţegan (ROM) |
| 10 augustus Vriendschappelijk № 59 «onderlinge duels» 17:00 uur | Pavel Pogrebnjak 53' |       |        | Lokomotiv Stadion, Moskou Toeschouwers: 27.000 Scheidsrechter: Ovidiu Haţegan (ROM) |

|                                                               |               |                    |        |                                                                                   |
| 2 september EK-kwalificatie № 60 «onderlinge duels» 19:45 uur | Noord-Ierland | 0 – 1              | Servië | Windsor Park, Belfast Toeschouwers: 13.026 Scheidsrechter: Thomas Einwaller (AUT) |
| 2 september EK-kwalificatie № 60 «onderlinge duels» 19:45 uur |               | 67' Marko Pantelić |        | Windsor Park, Belfast Toeschouwers: 13.026 Scheidsrechter: Thomas Einwaller (AUT) |

|                                                               |                                                           |       |                       |                                                                                         |
| 6 september EK-kwalificatie № 61 «onderlinge duels» 20:30 uur | Servië                                                    | 3 – 1 | Faeröer               | Stadion Partizan, Belgrado Toeschouwers: 9.000 Scheidsrechter: Arman Amirkchanyan (ARM) |
| 6 september EK-kwalificatie № 61 «onderlinge duels» 20:30 uur | Milan Jovanović 6' Zoran Tošić 22' Zdravko Kuzmanović 69' |       | 37' Fróði Benjaminsen | Stadion Partizan, Belgrado Toeschouwers: 9.000 Scheidsrechter: Arman Amirkchanyan (ARM) |

|                                                             |                        |       |                      |                                                                                    |
| 7 oktober EK-kwalificatie № 62 «onderlinge duels» 20:45 uur | Servië                 | 1 – 1 | Italië               | Crvena Zvezda, Belgrado Toeschouwers: – 30.000 Scheidsrechter: Pedro Proença (POR) |
| 7 oktober EK-kwalificatie № 62 «onderlinge duels» 20:45 uur | Branislav Ivanović 26' |       | 2' Claudio Marchisio | Crvena Zvezda, Belgrado Toeschouwers: – 30.000 Scheidsrechter: Pedro Proença (POR) |

|                                                              |                |       |        |                                                                                           |
| 11 oktober EK-kwalificatie № 63 «onderlinge duels» 19:45 uur | Slovenië       | 1 – 0 | Servië | Ljudski vrt Stadion, Maribor Toeschouwers: 9.848 Scheidsrechter: Frank De Bleeckere (BEL) |
| 11 oktober EK-kwalificatie № 63 «onderlinge duels» 19:45 uur | Dare Vršič 45' |       |        | Ljudski vrt Stadion, Maribor Toeschouwers: 9.848 Scheidsrechter: Frank De Bleeckere (BEL) |

|                                                                 |                                               |       |        |                                                                                           |
| 11 november Vriendschappelijk № 64 «onderlinge duels» 20:00 uur | Mexico                                        | 2 – 0 | Servië | Estadio La Corregidora, Querétaro Toeschouwers: 34.000 Scheidsrechter: Walter López (GUA) |
| 11 november Vriendschappelijk № 64 «onderlinge duels» 20:00 uur | Carlos Salcido 3' Javier Hernández 89' (pen.) |       |        | Estadio La Corregidora, Querétaro Toeschouwers: 34.000 Scheidsrechter: Walter López (GUA) |

|                                                                 |                                      |       |        | |
| 14 november Vriendschappelijk № 65 «onderlinge duels» 20:30 uur | Honduras                             | 2 – 0 | Servië | Estadio Olímpico Metropolitano, San Pedro Sula Toeschouwers: 20.000 Scheidsrechter: Elmar Rodas (GUA) |
| 14 november Vriendschappelijk № 65 «onderlinge duels» 20:30 uur | Jerry Bengtson 6' Jerry Bengtson 30' |       |        | Estadio Olímpico Metropolitano, San Pedro Sula Toeschouwers: 20.000 Scheidsrechter: Elmar Rodas (GUA) |

## FIFA-wereldranglijst
| JAN | FEB | MAR | APR | MEI | JUN | JUL | AUG | SEP | OKT | NOV | DEC |
| --- | --- | --- | --- | --- | --- | --- | --- | --- | --- | --- | --- |
| 23  | 23  | 20  | 16  | 16  | 25  | 27  | 29  | 21  | 23  | 27  | 27  |

## Statistieken
| Bojan Jorgačević    | 1982-02-12 | Club Brugge             | 6  | 0 | 0 | 7  | 0  |
| Željko Brkić        | 1986-07-09 | AC Siena                | 2  | 0 | 0 | 4  | 0  |
| Damir Kahriman      | 1983-07-28 | Tavrija Simferopol      | 2  | 0 | 0 | 3  | 0  |
| Bojan Šaranov       | 1987-09-22 | Maccabi Haifa           | 1  | 0 | 0 | 1  | 0  |
| Vladimir Stojković  | 1983-07-28 | FK Partizan             | 1  | 0 | 0 | 38 | 0  |
| Verdediging         |            |                         |    |   |   |    |    |
| Aleksandar Kolarov  | 1985-11-10 | Manchester City         | 10 | 0 | 0 | 27 | 0  |
| Branislav Ivanović  | 1984-02-22 | Chelsea FC              | 9  | 0 | 1 | 45 | 1  |
| Neven Subotić       | 1988-12-10 | Borussia Dortmund       | 7  | 1 | 0 | 27 | 1  |
| Slobodan Rajković   | 1989-02-03 | Hamburger SV            | 6  | 1 | 0 | 10 | 0  |
| Milan Biševac       | 1983-08-31 | Paris Saint-Germain     | 5  | 1 | 0 | 9  | 0  |
| Nenad Tomović       | 1987-08-30 | US Lecce                | 4  | 3 | 0 | 9  | 0  |
| Nemanja Vidić       | 1981-10-21 | Manchester United       | 3  | 0 | 0 | 36 | 1  |
| Ivan Obradović      | 1988-07-25 | Real Zaragoza           | 1  | 2 | 0 | 18 | 1  |
| Milan Vilotić       | 1986-10-21 | Rode Ster Belgrado      | 1  | 2 | 0 | 3  | 0  |
| Pavle Ninkov        | 1985-04-20 | Toulouse FC             | 1  | 1 | 0 | 6  | 0  |
| Vladimir Volkov     | 1986-06-06 | FK Partizan             | 1  | 0 | 0 | 1  | 0  |
| Middenveld          |            |                         |    |   |   |    |    |
| Zoran Tošić         | 1987-04-28 | CSKA Moskou             | 10 | 0 | 3 | 36 | 7  |
| Miloš Ninković      | 1984-12-25 | Dinamo Kiev             | 8  | 1 | 0 | 24 | 0  |
| Zdravko Kuzmanović  | 1987-09-22 | VfB Stuttgart           | 7  | 1 | 1 | 42 | 5  |
| Dejan Stanković     | 1978-09-11 | Inter Milan             | 7  | 0 | 0 | 39 | 3  |
| Radosav Petrović    | 1989-03-08 | Blackburn Rovers        | 6  | 6 | 1 | 25 | 1  |
| Miloš Krasić        | 1984-11-01 | Juventus                | 5  | 2 | 0 | 45 | 4  |
| Adem Ljajić         | 1991-09-29 | AC Fiorentina           | 3  | 2 | 0 | 6  | 0  |
| Nenad Milijaš       | 1983-04-30 | Wolverhampton Wanderers | 3  | 2 | 0 | 25 | 4  |
| Gojko Kačar         | 1987-01-26 | Hamburger SV            | 2  | 0 | 0 | 23 | 0  |
| Ljubomir Fejsa      | 1988-08-14 | Olympiakos Piraeus      | 1  | 2 | 0 | 5  | 0  |
| Boško Janković      | 1984-03-01 | Genoa CFC               | 1  | 2 | 0 | 28 | 5  |
| Marko Mirić         | 1987-03-26 | Rode Ster Belgrado      | 1  | 1 | 0 | 3  | 0  |
| Nemanja Tomić       | 1988-01-21 | FK Partizan             | 1  | 0 | 0 | 2  | 1  |
| Veseljko Trivunović | 1980-01-13 | Qäbälä PFK              | 0  | 5 | 1 | 6  | 1  |
| Dimitrije Injac     | 1980-08-12 | Lech Poznań             | 0  | 1 | 0 | 1  | 0  |
| Branislav Jovanović | 1985-09-21 | Rad Beograd             | 0  | 1 | 0 | 1  | 0  |
| Dušan Petronijević  | 1983-11-09 | Sjachtjor Karaganda     | 0  | 1 | 0 | 1  | 0  |
| Aanval              |            |                         |    |   |   |    |    |
| Marko Pantelić      | 1978-09-15 | Olympiakos Piraeus      | 6  | 2 | 3 | 40 | 10 |
| Milan Jovanović     | 1981-04-18 | RSC Anderlecht          | 5  | 4 | 1 | 42 | 11 |
| Nikola Žigić        | 1980-09-25 | Birmingham City         | 2  | 2 | 0 | 44 | 16 |
| Dragan Mrđa         | 1984-01-23 | FC Sion                 | 2  | 1 | 0 | 11 | 2  |
| Jovan Damjanović    | 1982-10-04 | Borac Čačak             | 1  | 2 | 0 | 3  | 0  |
| Ranko Despotović    | 1983-01-21 | Urawa Red Diamonds      | 1  | 1 | 0 | 4  | 0  |
| Andrija Kaluđerović | 1987-07-05 | Rode Ster Belgrado      | 0  | 2 | 0 | 3  | 0  |
| Brana Ilić          | 1985-02-16 | Vojvodina Novi Sad      | 0  | 1 | 0 | 1  | 0  |

FSS · A-internationals · Bondscoaches · Statistieken · Servisch vrouwenelftal · Olympisch elftal · Servië U21 · Servië U20 · Servië U19 · Servië U17 · Servië en Montenegro U19 · Servië en Montenegro U17
2003 – 2006** · 
2006 – 2009 · 
2010 – 2019 ·
2020 − 2029
EK 2008 · 
EK 2012 · 
EK 2016 ·
EK 2020
WK 2006** · 
WK 2010 · 
WK 2014 · 
WK 2018 ·
WK 2022
OS 2004** · 
OS 2008 · 
OS 2012 ·
OS 2016 ·
OS 2020
2006 · 
2007 · 
2008 · 
2009 · 
2010 · 
2011 · 
2012 · 
2013 · 
2014 · 
2015 · 
2016 ·
2017 ·
2018 ·
2019 ·
2020 ·
2021 ·
2022
Albanië ·
Algerije ·
Armenië ·
Australië ·
Azerbeidzjan ·
Bahrein ·
België ·
Bolivia ·
Brazilië ·
Bulgarije ·
Chili ·
China ·
Colombia ·
Costa Rica ·
Cyprus ·
Denemarken ·
Dominicaanse Republiek ·
Duitsland ·
Engeland ·
Estland ·
Faeröer ·
Finland ·
Frankrijk ·
Georgië ·
Ghana ·
Griekenland ·
Honduras ·
Hongarije ·
Ierland ·
Israël ·
Italië ·
Jamaica ·
Japan ·
Jordanië ·
Kameroen ·
Kazachstan ·
Kroatië · 
Litouwen ·
Luxemburg ·
Marokko ·
Mexico ·
Moldavië ·
Montenegro ·
Nieuw-Zeeland ·
Nigeria ·
Noord-Ierland ·
Noord-Macedonië ·
Noorwegen ·
Oekraïne ·
Oostenrijk ·
Panama ·
Paraguay ·
Polen ·
Portugal ·
Qatar ·
Roemenië ·
Rusland ·
Schotland ·
Slovenië ·
Spanje ·
Tsjechië ·
Turkije ·
Verenigde Staten ·
Wales ·
Zuid-Afrika ·
Zuid-Korea ·
Zweden ·
Zwitserland
Brazilië (2018) · 
Costa Rica (2018) · 
Duitsland (2010) · 
Ghana (2010) · 
Kameroen (2022) · 
Zwitserland (2018)
** = Onder de naam Servië en Montenegro